# ثلاثي بوتيل القصدير

بنية مركب أكسيد ثلاثي بوتيل القصدير.

ثلاثي بوتيل القصدير (يرمز له اختصاراً TBT) هو مصطلح عام يستخدم في سياق الكيمياء للإشارة إلى فئة من مركبات القصدير العضوية الحاوية على جزء C4H9)3Sn) من المركب، مثل أكسيد ثلاثي بوتيل القصدير.
يعد مركب أكسيد ثلاثي بوتيل القصدير TBTO أكثر هذه المركبات استخداماً في مجال التطبيقات العملية، إذ كان يدخل في السابق في تركيب مكونات طلاء السفن وتجهيزات الموانئ والمراسي، وذلك لخواصه المبيدة للقضاء على الترسبات الحيوية المصدرة للروائح. إلا أنه منع بسبب تأثيره السلبي على الكائنات البحرية بشكل عام؛ مما دفع المنظمة البحرية الدولية إلى منعه في هذا الاستخدام والتطبيق عالمياً، وهو يصنف حالياً من الملوثات ومن المواد المثيرة للقلق الشديد في دول الاتحاد الأوروبي.

## اقرأ أيضاً
- هيدريد ثلاثي بوتيل القصدير
- أكسيد ثلاثي بوتيل القصدير
- إيمبوسكس